# Vauxhall Station
Vauxhall Station er en National Rail-, London Underground- og London Buses-skiftestation i det centrale London. Den ligger ved vejkrydset Vauxhall Cross overfor den sydlige tilkørsel til Vauxhall Bridge, der fører over Themsen, i Vauxhall-distriktet. Stationen er på grænsen mellem takstzone 1 og 2 og, selvom det er en gennemkørselsstation, betragtes den i billetsammenhæng som en London Terminal, der er betegnelsen for endestationer i det centrale London.
Fjerntogsstationen blev åbnet af London and South Western Railway (LSWR) som "Vauxhall Bridge Station" den 11. juli 1848, da hovedbanen blev forlænget fra Nine Elms til Waterloo Bridge. Den ligger på en viadukt med otte perronspor. Kun få tog standser ved de indre perroner, hvis spor benyttes af langdistance- og "hurtige" forstadstog. Der er en højfrekvent togforbindelse til London Waterloo og til Londons sydvestlige forstader.
Den dybtliggende London Underground-station er på Victoria line og åbnede den 23. juli 1971.
Busstationen ligger i terrænniveau overfor jernbanestationen og har et fotovoltaisk tag, der leverer en del af stationens strøm. Det er den næsttravleste busstation i London, kun overgået af Victoria.

## Betjeninger

### National Rail
Vauxhall Station betjenes af South West Trains til og fra London Waterloo. Det typiske betjeningsmønser uden for myldretiden er:
- 26 tog pr. time til London Waterloo
- 2 tog pr. time til Chessington South
- 2 tog pr. time til Dorking
- 2 tog pr. time til Guildford via Cobham
- 2 tog pr. time til Guildford via Epsom
- 2 tog pr. time til Hampton Court
- 2 tog pr. time på Hounslow Loop Line via Hounslow og Richmond, og retur til Waterloo
- 2 tog pr. time på Hounslow Loop Line via Richmond og Hounslow, og retur til Waterloo
- 2 tog pr. time på Kingston Loop Line via Kingston og Richmond, og retur til Waterloo
- 2 tog pr. time på Kingston Loop Line via Richmond og Kingston, og retur til Waterloo
- 2 tog pr. time til Shepperton
- 2 tog pr. time til Weybridge via Hounslow
- 2 tog pr. time til Windsor & Eton Riverside
- 2 tog pr. time til Woking

| Foregående station |  | National Rail                             |  | Efterfølgende station                              |
| ------------------ |  | ----------------------------------------- |  | -------------------------------------------------- |
| London Waterloo    |  | South West Trains South Western Main Line |  | Clapham Junction eller Queenstown Road (Battersea) |

### London Underground
Vauxhall Underground-station ligger mellem Pimlico og Stockwell. I myldretiden kører der tog hvert andet minut.
| Foregående station   |  | London Underground |  | Efterfølgende station          |
| -------------------- |  | ------------------ |  | ------------------------------ |
| Stockwellmod Brixton |  |                    |  | Pimlicomod Walthamstow Central |

### Busser
Stationen betjenes af London buslinje 2, 36, 77, 87, 88, 156, 185, 196, 344, 360, 436 og natlinjerne N2, N87, N136.

## Ulykker
- Den 29. august 1912 kolliderede et sololokomotiv med et tog, bestående af ni vogne. En passager blev dræbt og 43 blev såret.[4]